# Cheerleader-Effekt
Der Cheerleader-Effekt besagt, dass eine einzelne Person in einer Gruppe von Menschen attraktiver wirkt als für sich allein betrachtet. Dies gilt sowohl für Männer als auch für Frauen.

## Ursprung des Ausdrucks
In der US-amerikanischen Fernsehserie How I Met Your Mother in der Folge Der Nicht-Vatertag (4. Staffel, Episode 7) erklärte die Figur Barney Stinson seinen Freunden den Cheerleader-Effekt, als eine Gruppe von Frauen, die in Summe ansprechend aussahen, die Bar betrat. So sagte er, dass Leute in der Gruppe attraktiver wirken, als wenn sie einzeln betrachtet werden.

## Wissenschaft
In der Studie „Hierarchical Encoding Makes Individuals in a Group Seem More Attractive“ von Drew Walker und Edward Vul (University of California) wurde der Cheerleader-Effekt untersucht und in fünf Experimenten mit jeweils 25, 18, 20, 37 und 39 Teilnehmern belegt.
In den ersten beiden Experimenten bewerteten die Probanden die Attraktivität von weiblichen Gesichtern (Exp. 1) und männlichen Gesichtern (Exp. 2). Gesichter wurden den Probanden jeweils einmal in der Gruppe (Gruppenfoto) und einmal isoliert (Einzelfoto) präsentiert. Im Ergebnis wurden die Gesichter von Frauen als auch von Männern in der Gruppe als attraktiver bewertet als deren isoliertes Einzelfoto.
In Experiment 3 wurde die verfügbare Betrachtungsdauer für das isolierte Porträt dem des Gruppenbildes angeglichen, um eine Verzerrung des Ergebnisses aufgrund der Tatsache, dass Gesichter, die kürzer betrachtet werden, als attraktiver gelten, zu verhindern. Auch hier konnte der Cheerleader-Effekt nachgewiesen werden.
In Experiment 4 wurde unter anderem die Gruppengröße variiert. Die Ergebnisse zeigten, egal wie groß die Gruppe war (4, 9 oder 16 Personen), dass die Bewertung der Attraktivität nur unwesentlich differierte.
In Experiment 5 wurden die Gesichter manipuliert und den Probanden verschwommener präsentiert. Auch hier konnte im Ergebnis der Cheerleader-Effekt wieder nachgewiesen werden.
Zusammenfassung der Ergebnisse:
Der Effekt, dass Individuen innerhalb der Gruppe als attraktiver wahrgenommen werden als für sich allein, konnte in allen fünf Experimenten nachgewiesen werden. Der Effekt tritt unabhängig von der Betrachtungszeit der Bilder, des Kontextes der Gruppenpräsentation (natürliche Gruppe oder Summe von Einzelbildern, Gruppengröße) und der Bildmanipulation wie Weichzeichnen auf.
Erklärung:
Der Cheerleader-Effekt lässt sich gemäß Drew Walker und Edward Vul auf drei Phänomene zurückführen.
So verarbeitet das menschliche visuelle System eine Gruppe von Individuen als eine Einheit (Ensemble), bekannt unter dem Begriff „Ensemble Coding“. Zum anderen werden Individuen der Gruppe positiv vom Durchschnitt der Gruppe beeinflusst. Weiterhin gelten Durchschnittsgesichter als attraktiv.
Wird eine Gruppe von Menschen gesehen, so verarbeitet das visuelle System eine Art Zusammenfassung bzw. Durchschnitt. Dieser beeinflusst die Wahrnehmung der Gruppe als solcher und darüber hinaus die Wahrnehmung eines Individuums innerhalb der Gruppe. Demnach wird ein Individuum der Gruppe als dem Gruppendurchschnitt ähnlicher angesehen, als wenn es für sich allein betrachtet wird. Hinzu kommt, dass der Durchschnitt einer bestimmten Anzahl von Gesichtern (kurz das Durchschnittsgesicht) dem Betrachter attraktiver erscheint als ein einzelnes Gesicht dieser Gesamtheit.
Unattraktive Gesichtsmerkmale einer einzelnen Person der Gruppe werden von den (komplementären) Merkmalen anderer Personen der Gruppe ausgeglichen.